# 切爾沃納謝梅尼夫卡
49°49′56″N 27°3′44″E / 49.83222°N 27.06222°E
紅塞梅尼夫卡（烏克蘭語：Червона Семенівка）是位於烏克蘭西部的村莊，由赫梅利尼茨基州裡赫梅利尼茨基區的舊康斯坦丁尼夫市鎮負責管轄。該村始建於1831年，面積0.36平方公里，海拔高度302米，2001年人口25，人口密度每平方公里0.36人。